# Jean Ragnotti

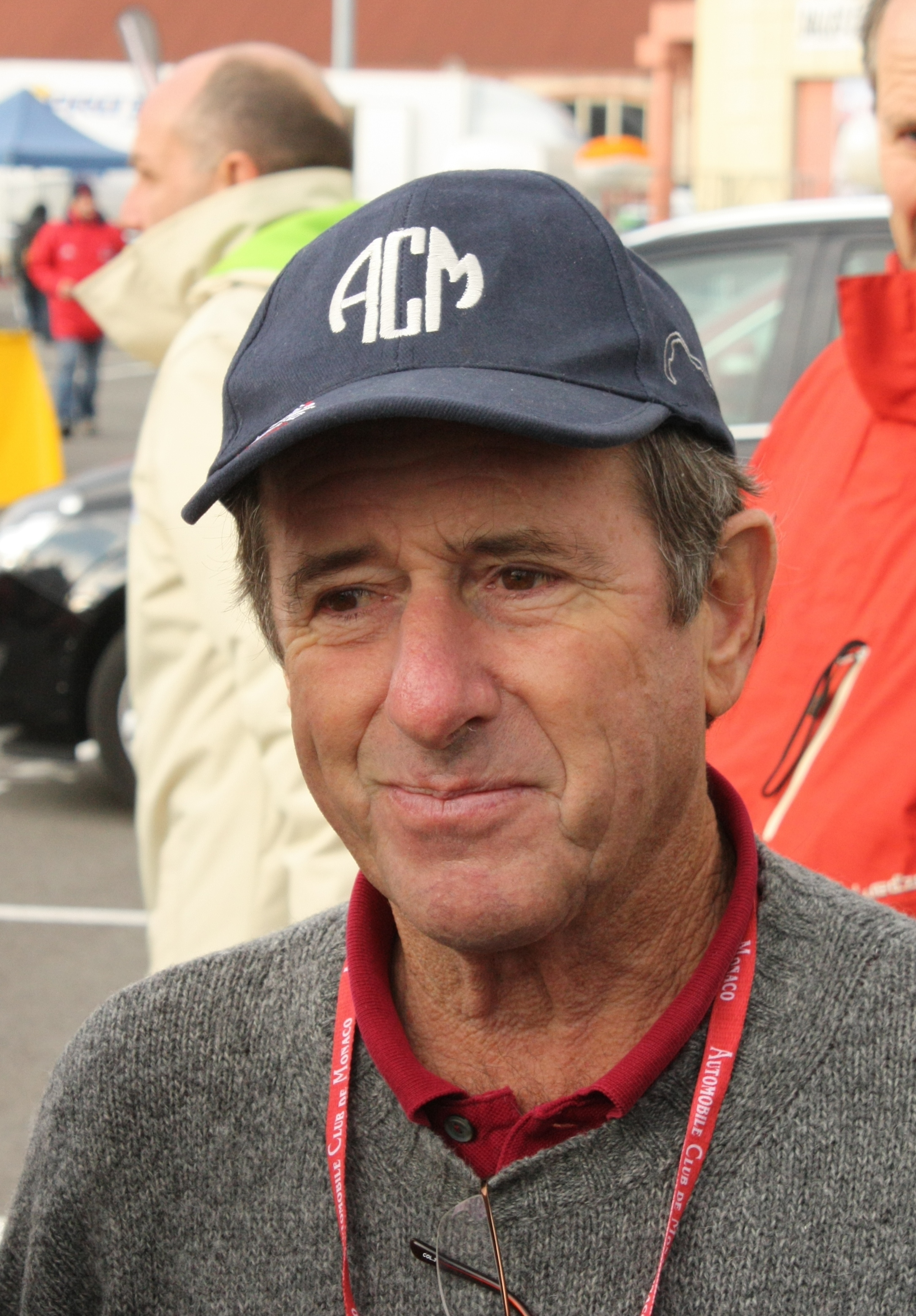
Jean Ragnotti 2011

Jean „Jeannot“ Ragnotti (* 29. August 1945 in Pernes-les-Fontaines bei Carpentras) ist ein ehemaliger französischer Rallye- und Rundstreckenrennfahrer.

## Karriere
Jean Ragnotti begann in den späten 1960er-Jahren mit dem Rallyesport. Sein erstes Rennfahrzeug war ein Renault R8 Gordini. 1970 wurde er Gesamtzweiter in der Französischen Rallye-Meisterschaft und machte erstmals von sich reden. Über die Jahre etablierte sich der Franzose als Allroundfahrer. Nach einigen Jahren im Monoposto-Sport – 1975 wurde er Vizemeister der Europäischen Formel-Renault-Meisterschaft – kehrte er 1976 zum Rallyesport zurück und begann auch regelmäßig Sportwagenrennen zu fahren. Seine Vielseitigkeit bewies er 1977 mit dem Gewinn der Französischen Rallycross-Meisterschaft, die er mit einer Renault Alpine A310 V6 dominiert hatte.
1975 gab er sein Debüt beim 24-Stunden-Rennen von Le Mans, wo er 1977 und 1978 jeweils Vierter in der Gesamtwertung wurde. Seine größten Erfolge feierte er jedoch in den 1980er-Jahren in der Rallye-Weltmeisterschaft. Als Renault-Werksfahrer siegte er bei drei Weltmeisterschaftsläufen. 1981 sicherte er sich auf einem Renault 5 Turbo die Gesamtwertung der prestigeträchtigen Rallye Monte Carlo. 1982 und 1985 gewann Ragnotti die Tour de Corse. 1985 siegte der dabei auf dem sogenannten R5 Maxi Turbo, einem der leistungsstärksten Rallyewagen dieser Zeit. 1984 und 1985 gewann er mit dem R5 Turbo die Gesamtwertung der Tour de France für Automobile.
Bis zum Ende seiner Karriere, Mitte der 1990er-Jahre, wechselte Ragnotti immer wieder zwischen Rundstreckenrennen und Rallyepisten. 1988 wurde er in seinem Heimatland im Renault 21 Turbo Tourenwagenmeister und 1994 durfte er seine siebte Französische Rallye-Meisterschaft feiern.
Nach Jean Ragnotti wurde auch ein Rennfahrzeug benannt: Der Clio Renault Sport 2.0L Jean Ragnotti.

## Statistik

### Le-Mans-Ergebnisse
| Jahr | Team                      | Fahrzeug      | Teamkollege           | Teamkollege     | Teamkollege   | Platzierung            | Ausfallgrund                 |
| ---- | ------------------------- | ------------- | --------------------- | --------------- | ------------- | ---------------------- | ---------------------------- |
| 1975 | Philippe Mettetal         | Tecma PHM755  | Michel Lateste        |                 |               | Ausfall                | Zündung                      |
| 1977 | Inaltera                  | Inaltera LM77 | Jean Rondeau          |                 |               | Rang 4 und Klassensieg |                              |
| 1978 | Ecurie Calberson          | Alpine A442A  | Jean-Pierre Jabouille | José Dolhem     | Guy Fréquelin | Rang 4                 |                              |
| 1979 | VSD Canon Jean Rondeau    | Rondeau M379  | Bernard Darniche      |                 |               | Rang 5                 |                              |
| 1980 | Jean Rondeau ITT Le Point | Rondeau M379B | Henri Pescarolo       |                 |               | Ausfall                | überhitzter Zylinder         |
| 1981 | Calberson Jean Rondeau    | Rondeau M379  | Jean-Louis Lafosse    |                 |               | Ausfall                | tödlicher Unfall von Lafosse |
| 1982 | Jean Rondeau Automobiles  | Rondeau M382  | Jean Rondeau          | Henri Pescarolo |               | Ausfall                | Motorschaden                 |